# Albrecht Ihre
Albrecht Ihre, född 1 juni 1763, död 17 augusti 1828. Ägare till Ekebyhovs slott från 1790. Son till Johan Ihre och far till Albrecht Elof Ihre.

## Biografi
Ihre blev student vid Uppsala universitet 1765, extra ordinarie kanslist i kanslikollegium 1778, kopist i kanslikollegium 1780 och kanslist där 1781. 1782 utnämndes han till protokollsekreterare i utrikesexpeditionen, och 1786 till riddarhusfiskal.
Han deltog vid Riksdagen 1789 då han tillhörde de adelsmän ur oppositionen som arresterades på order av kung Gustav III den 20 februari 1789, inför kungens plan på att genomdriva Förenings- och säkerhetsakten. Inre sattes i förvar på Kastenhof och han släpptes troligen i slutet på april eller början på maj samma år.
1812 blev Ihre kansliråd och ledamot av kanslistyrelsen.

### Familj
Ihre gifte sig 25 juni 1789 med Anna Sofia Bäck (1762–1848), dotter till arkiatern doktor Abraham Bäck och Anna Charlotta Adlerberg. De fick tillsammans barnen majoren Johan Abraham Ihre (1791–1839) vid Livregementsbrigadens dragonkår, Charlotta Sofia Ihre (1793–1839), Mariana Ihre (1794–1864), Inga Albertina Ihre (1796–1830), statsministern Albrecht Elof Ihre (1797–1877) och Anna Sofia Ihre (1799–1871).